# Filippo Scotti

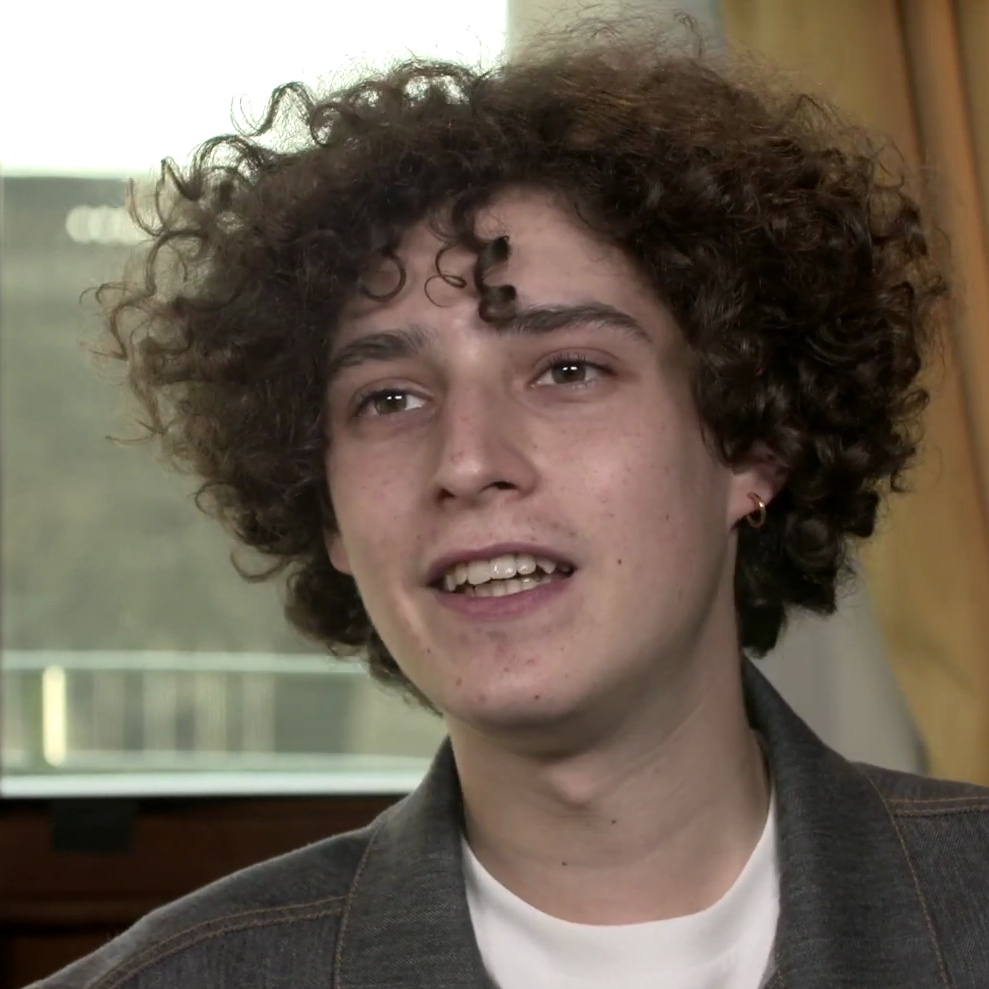
Filippo Scotti, 2021

Filippo Scotti (* 22. Dezember 1999 in Gravedona) ist ein italienischer Schauspieler. Internationale Bekanntheit erlangte er durch seine Hauptrolle in dem Spielfilm The Hand of God (2021).

## Leben
Filippo Scotti wuchs mit einer älteren Schwester auf und verbrachte seine ersten vier Lebensjahre in der norditalienischen Stadt Dongo am Comer See. Später zog er mit seiner Familie ins süditalienische Pozzuoli. Ein weiterer Umzug führte seine Familie schließlich ins nahegelegene Neapel.
Scotti, der sich selbst als Neapolitaner sieht, begann bereits als 9-jähriger Grundschüler in seiner Heimatstadt mit dem Theaterspiel und fand Gefallen daran. Früh wurde er durch seinen Vater auch an das Autorenkino herangeführt, darunter Werke wie Alfred Hitchcocks Thriller Das Fenster zum Hof und die Filme von Stanley Kubrick.
Neben der Arbeit als Schauspieler begann Scotti ein Studium im Fach neuere Literatur.

## Karriere

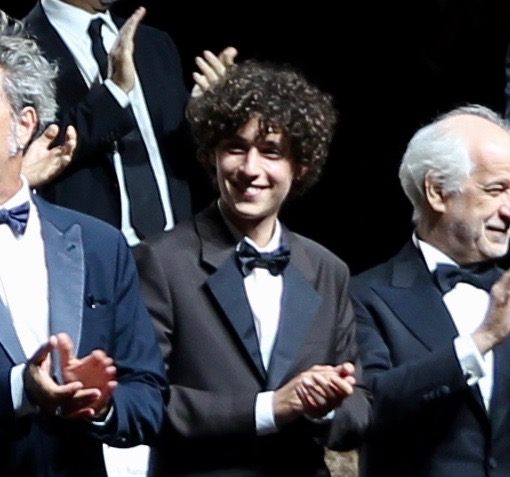
Scotti bei der Premiere von The Hand of God beim Filmfestival von Venedig (2021)

Scotti besuchte bereits als Kind verschiedene Theaterworkshops in seiner Heimatstadt Neapel, darunter am Teatro Totò (2010/11) und von der Theaterkompanie Murìcena (2015/17). Auch trat er ab 2014 in verschiedenen Kurzfilmen und einem Musikvideo in Erscheinung. Im Jahr 2016 besuchte er einen Workshop im „ausdrucksvollen Lesen“ der Schauspielerin und Regisseurin Patrizia Di Martino. Diese verhalf ihm ein Jahr später zu seinem professionellen Bühnendebüt am Teatro Bellini, wo er in ihrer Inszenierung von Giovanni Calvinos und Giovanni Parisis Il Marchese di Collino zu sehen war. Im selben Jahr erschien Scotti in weiteren Aufführungen am dortigen neapolitanischen Schauspielhaus – Romeo und Julia (Regie: Francesca Macrì, Compagnia Biancofango) und das Theaterprojekt TITO (Regie: Gabriele Russo). Im Jahr 2018 folgte ein Auftritt in einer Inszenierung von Maurizio de Giovannis Vuoto am Teatro Diana in Neapel (Regie: Annamaria Russo).
Hauptrollen bekleidete Scotti in den Kurzfilmen In Calce von Sabrina Coppola und MusicaMia von Andrea Carotenuto (beide 2016). Einem größeren Publikum in Italien wurde er durch seine preisgekrönte Rolle in dem vielfach ausgezeichneten Kurzfilm La gita (2018) von Andrea Carotenuto bekannt. Darin war er als Objekt der Begierde einer Mitschülerin mit Wurzeln aus dem Senegal (dargestellt von Fatima Mbengue) zu sehen, die sich auf einer Klassenfahrt ihm anzuvertrauen versucht. Für ihre schauspielerischen Leistungen erhielten Scotti und Mbengue den Nachwuchsdarstellerpreis auf dem italienischen Kurzfilmfestival Cortinametraggio zuerkannt. Im Jahr 2020 folgte die wiederkehrende Rolle des Spirto in der im 17. Jahrhundert in Italien angesiedelten Netflix-Fantasyserie Luna Nera.
Sein Kinodebüt gab Scotti mit der Nebenrolle des Prince Henry in Laura Angiullis Historiendrama Il re muore (2020), das von dem Shakespeare-Stück Richard II. inspiriert wurde. Im selben Jahr wurde er einem internationalen Publikum durch die Verpflichtung in Paolo Sorrentinos Oscar/Bester internationaler Film-nominierten Spielfilm The Hand of God (2021) bekannt. In dem autobiografischen Drama übernahm Scotti an der Seite von Toni Servillo die Hauptrolle des jugendlichen Neapolitaners Fabietto. Dies brachte ihm u. a. den Marcello-Mastroianni-Preis für den besten Nachwuchsdarsteller der Filmfestspiele von Venedig sowie eine Nominierung für den David di Donatello als Bester Hauptdarsteller ein.

## Filmografie (Auswahl)
- 2016: In Calce (Kurzfilm)
- 2016: MusicaMia (Kurzfilm)
- 2018: La gita (Kurzfilm)
- 2020: Luna Nera (Fernsehserie, 6 Folgen)
- 2020: Vuja De (Kurzfilm)
- 2020: Il re muore
- 2021: The Hand of God (È stata la mano di Dio)
- 2022: Vuja De (Kurzfilm)
- 2022: Io e spotty
- 2025: The Last One for the Road (Le città di pianura)

## Auszeichnungen
- 2019: Kurzfilmfestival Cortinametraggio – Premio Imaie als bester Nachwuchsdarsteller (La gita – gemeinsam mit Fatima Mbengue)
- 2021: Filmfestspiele von Venedig – Marcello-Mastroianni-Preis als bester Nachwuchsdarsteller (The Hand of God)
- 2022: David di Donatello – Nominierung als bester Hauptdarsteller (The Hand of God)
- 2022: Nastro d’Argento – Guglielmo-Biraghi-Preis für (The Hand of God)